# Angie Aparo
Angie Aparo é um músico e compositor americano, natural de Atlanta, Geórgia.

## Discografia
- Out of the Everywhere (1996)
- The American (1999)
- Weapon of Mass Construction (2001)   (também lançado com o título "One With the Sun")
- For Stars and Moon (2003)
- 9Live (2004)
- El Primero Del Tres (2006)
- Praise Be (2006)

## Ligação externa
- Sítio oficial (em inglês)